# Don Tapscott
Don Tapscott (Toronto, 1º giugno 1947) è un manager, economista e docente canadese.

## Carriera
Ha conseguito un Bachelor of Science in Psicologia e statistica e un Master of Education in Metodologia della ricerca. Detiene anche tre lauree honoris causa in Giurisprudenza, conferitegli dalla University of Alberta nel 2001, dalla Trent University nel 2006 e dalla McMaster University nel 2010. Mentre frequentava il Master of Education presso la University of Alberta, si è candidato come sindaco di Edmonton alle elezioni municipali del 1977.
Specializzato in strategia aziendale, trasformazione organizzativa e applicazione delle tecnologie in ambito aziendale e sociale, nel 1993, ha fondato il think tank di strategia aziendale New Paradigm (l'attuale nGenera Insight), di cui è presidente.
È anche professore aggregato di management presso la Rotman School of Management dell'Università di Toronto.
È autore o coautore di quattordici libri sull'applicazione della tecnologia all'azienda e alla società.
Il quattordicesimo libro, scritto insieme ad Anthony D. Williams e intitolato Macrowikinomics. Rebooting Business and the World (in italiano, Macrowikinomics. Riavviare il sistema: dal business al mondo) è uscito nel settembre del 2010.
Macrowikinomics è il seguito di Wikinomics: How Mass Collaboration Changes Everything (in italiano, Wikinomics. La collaborazione di massa che sta cambiando il mondo), anch'esso scritto con Anthony D. Williams e pubblicato nel 2006. Wikinomics è stato un bestseller a livello internazionale, si è posizionato in testa alla classifica dei migliori libri di management del 2007 ed è stato tradotto in 20 lingue.
Un altro suo libro recente, pubblicato nel 2008 e intitolato Grown Up Digital: How the Net Generation is Changing Your World (in italiano, Net Generation. Come la generazione digitale sta cambiando il mondo), sulla base di un'indagine condotta su più di 11.000 giovani e costata 4,5 milioni di dollari, esamina come la generazione digitale stia cambiando il mondo e tutte le sue istituzioni.
Grown Up Digital è il seguito del famoso libro del 1997, Growing Up Digital: The Rise of the Net Generation, che spiegava quale impatto avesse sull'azienda e sulla società la prima generazione ad essere cresciuta nel mondo digitale.
Il libro del 2003, The Naked Corporation: How the Age of Transparency Will Revolutionize Business, di cui è coautore David Ticoll, illustra come la trasparenza aziendale, la responsabilità e le relazioni tra gli azionisti costituiscano la nuova frontiera dell'innovazione competitiva.
La pubblicazione del 2000, Digital Capital: Harnessing the Power of Business Webs (in italiano, Capitale digitale. La forza dei business Web), descrive in che misura i business Web stiano rimpiazzando il modello tradizionale di impresa e cambiando le dinamiche di creazione della ricchezza e di concorrenza.
Digital Economy: Promise and Peril In The Age of Networked Intelligence, pubblicato nel 1995, è stato uno dei primi libri a descrivere come internet avrebbe potuto cambiare l'azienda e la società.
È noto anche per il libro Paradigm Shift: The New Promise of Information Technology del 1992.
Vive a Toronto.